# كاليغرا ستيغ
كي بريزينتر (بالإنجليزية: KPresenter)‏ برنامج حر لإنشاء وتحريرصفحات على الشاشة، أنشى ضمن مشروع كيدي الذي يشتغل على أنظمة تشغيل يونيكس. وهو مرخص تحت رخصة رخصة جنو العمومية.